# Silene ramosissima
Silene ramosissima es una especie de la familia  de las cariofiláceas.

## Descripción
Hierba anual densamente tomentoso-glandulos en la parte superior. Tallos de hasta 40 cm, erectos, ramificados. Hojas opuestas, enteras, sin estípulas, obtusas; las inferiores de oblanceoladas a espatuladas; las superiores linear-oblongas. Flores hermafroditas, actinomorfas, pentámeras, en inflorescencias monocasiales o panículas dicasiales, sin brácteas en la base del cáliz (calículo). Cáliz con sépalos soldados hasta más de la mitad, viloso o seríceo, con 10 nervios y dientes oblongos. Corola con pétalos libres diferenciados en una parte inferior estrecha (uña) y un limbo; limbo de 1,5-2,5 mm, bífido, rosado o blanco. Androceo con 10 estambres. Ovario con 3 estilos. Fruto en cápsula cónica con un carpóforo ligeramente puberulento de 1,8-2,5 mm. Semillas numerosas; reniformes con caras planas o ligeramnte convexas, de casi lisas a ligeramente reticuladas, con dorso canaliculado. Florece y fructifica al final de primavera.

## Distribución y hábitat
Oeste de la región mediterránea. Vive en dunas y arenales costeros.

## Taxonomía
Silene ramosissima fue descrita por René Louiche Desfontaines y publicado en Flora Atlantica 1: 354. 1798
Citología
Número de cromosomas de Silene ramosissima (Fam. Caryophyllaceae) y táxones infraespecíficos: 2n=24
Etimología
El nombre del género está ciertamente vinculado al personaje de Sileno (en griego Σειληνός; en latín Sīlēnus), padre adoptivo y preceptor de Dioniso, siempre representado con vientre hinchado similar a los cálices de numerosas especies, por ejemplo Silene vulgaris o Silene conica. Aunque también se ha evocado (Teofrasto via Lobelius y luego  Linneo)  un posible origen a partir del Griego σίαλoν, ου, "saliva, moco, baba", aludiendo a la viscosidad de ciertas especies, o bien σίαλος, oν, "gordo", que sería lo mismo que la primera interpretación, o sea, inflado/hinchado.
ramosissima; epíteto latino que significa "con mucha ramificación".
Sinonimia
- Silene graveolens Dufour
- Silene irlidei Sennen
- Silene niceensis var. ramosissima(Desf.) Kunze
- Silene ramosissima var. graveolens (Dufour) Nyman[5][6]